# Karine Gloanec Maurin
Karine Gloanec Maurin, née le 11 janvier 1958 à Châteaubriant (Loire-Atlantique) est une responsable culturelle et femme politique française, membre du Parti socialiste. 
Elle a exercé différent mandats locaux (première adjointe de Saint-Agil, vice-présidente de communauté de communes Les-Collines-du-Perche, vice-présidente de la région Centre-Val de Loire) avant de devenir députée européenne de juin 2018 à juillet 2019. 

## Biographie
Karine Gloanec Maurin, née le 11 janvier 1958  à Châteaubriant (Loire-Atlantique), s'engage très tôt dans l'action culturelle, comme artiste elle-même puis comme gestionnaire. Elle est notamment formée comme artiste dramatique au centre dramatique régional de Tours (CDRT) qu'elle fréquente en même temps que le lycée (où elle obtient le bac en 1977). Elle développe et dirige ensuite diverses structures professionnelles (compagnie de théâtre, bureaux de production) ou associatives. De 1994 à 2004, elle est à la tête de L’Hectare, à Vendôme, tout en siégeant au conseil municipal de Saint-Agil. Elle est de 2004 à 2007 conseillère pour la culture et les relations internationales de Michel Sapin, qui préside alors la région Centre. Elle siège ensuite jusqu'en 2010 au conseil économique et social régional du Centre.
Elle est présidente de la FNCC (Fédération nationale des collectivités territoriales pour la culture) de 2008 à 2011 et en est toujours présidente d’honneur.
Elle obtient un bac B dans l'académie d'Orléans Tours en 1977 puis reprend des études au début des années 2000 par la validation des acquis de l'expérience. Elle obtient ainsi un DESS en management culturel (à Brest) en 2004 puis en 2006 un master 2 de science politique à l'université Panthéon-Sorbonne.
En 2010, elle est élue au conseil régional du Centre-Val de Loire, dont elle devient vice-présidente déléguée aux relations internationales, à l'Europe, aux politiques européennes et à l'interrégionalité. Elle préside la commission Culture de l’Association des régions de France et la sous-commission Culture de l’Assemblée des régions d'Europe. Elle est vice-présidente de l’Association française du conseil des communes et régions d'Europe (AFCCRE) et membre du Congrès des pouvoirs locaux et régionaux (CPLRE) auprès du Conseil de l'Europe.
De 2011 à 2015, elle représente l'ARF au Conseil national du FSE (Fonds social européen). En qualité de vice présidente de la commission Europe, elle participe aux négociations pour la mise en œuvre du transferts d’autorité de gestion des fonds structurels vers les conseils régionaux en dialogue avec la DATAR puis le CGET.
Elle a été également membre du conseil d’administration de l’ONDA (Office national de diffusion artistique du ministère de la Culture et de la Communication) et de l’Ensemble intercontemporain (créé par Pierre Boulez).
Membre de la direction du Parti socialiste (PS), elle a été à partir de juillet 2014 jusqu'au Congrès de Poitiers en mai 2015, Secrétaire nationale à la Culture de ce parti après en avoir été vice-présidente du Laboratoire des idées et secrétaire nationale adjointe à la culture depuis 2008.
Candidate aux élections législatives de juin 2012 sous l'étiquette du PS dans la 3e circonscription de Loir-et-Cher, elle est battue par le sortant Maurice Leroy, qui obtient plus de 58 % au second tour. Elle est en mai 2014 pour la troisième fois consécutive candidate aux élections européennes en seconde position sur la liste de la circonscription Massif central-Centre. Elle devient députée européenne en 2018, en remplacement de Jean-Paul Denanot. Dans le cadre des négociations sur le futur Cadre financier pluriannuel 2021-2027, elle défend particulièrement la politique de cohésion et les territoires ruraux.
Dans le cadre de son mandat de députée européenne, elle est membre titulaire de la commission Agriculture et développement rural et membre suppléante de la commission des budgets. Elle est aussi membre de la délégation mixte UE-Turquie et de la délégation pour les relations avec la Bosnie-Herzégovine et le Kosovo. Elle copréside également l'intergroupe parlementaire biens communs et services publics.
En 14e position sur la liste « Envie d'Europe écologique et sociale » pour les élections européennes de 2019, elle n'est pas réélue.
Karine Gloanec Maurin est Inspectrice générale des affaires culturelles au ministère de la Culture en retraite depuis 2021. [réf. nécessaire].
Le 16 juillet 2020, elle est élue présidente de la Communauté de communes des collines du Perche.
Vie privée
Karine Gloanec Maurin est mariée à Frédéric Maurin, homme de théâtre.

## Fonctions actuelles
Depuis 2020, Karine Gloanec Maurin est co-présidente de la commission Communes et Territoires Ruraux au sein de l'Association des maires de France.
Depuis 2021, Karine Gloanec Maurin est membre au Comité européen des régions.
Depuis 2022, Karine Gloanec Maurin est membre du bureau national du Parti socialiste (France).

## Distinction
- Chevalière de l'ordre national du Mérite
- Officière de l'ordre national du Mérite